# Enfrentamientos en Zliten
La batalla de Zliten fue una batalla parte de la Rebelión en Libia de 2011 librada entre las fuerzas del líder libio Muamar el Gadafi y las fuerzas rebeldes en la ciudad de Zliten ubicada en el Distrito de Misurata la cual tuvo importancia estratégica debido a su cercanía a Trípoli.

## Antecedentes
La ciudad de Zliten se levantó contra Gadafi durante el inicio de la rebelión en febrero de 2011 pero fue recuperada por las fuerzas de Gadafi. A principios de mayo el Ejército de Liberación Nacional Libio expulsó a los leales de Misurata empujándolos hasta Dafniya, a 20 kilómetros al este de Zliten. El frente se mantuvo estable durante el mes siguiente con los rumores y levantamiento en Zliten persistentes.
El 15 de mayo un portavoz rebelde afirmó que las fuerzas fuerzas rebeldes en Misurata habían coordinado esfuerzos con los revolucionarios de Zliten derrotando a las fuerzas de Gadafi, lo que resultó no ser cierto.
El 1 de junio los rebeldes dijeron que Gadafi había comenzado a armar a los criminales de Zliten en un esfuerzo por mantener la ciudad bajo su control, lo que fue desmentido por el gobierno libio.

## Levantamiento
El 9 de junio estallaron violentos enfrentamientos en la ciudad, sufriendo los rebeldes 22 bajas. Los rebeldes controlan partes de la ciudad y los leales están situados principalmente en el área del hospital. Más tarde las fuerzas de Gadafi rodearon la ciudad armados con artillería y cohetes Grad. Los ataques aéreos han destruido 4 tanques leales.
El 10 de junio la televisión estatal libia informó que las fuerzas del gobierno derribaron un helicóptero de la OTAN, lo que fue negado.
el día 11 de junio, los rebeldes controlan algunas partes de la ciudad, pero el centro de la ciudad todavía estaba firmemente bajo el control de las fuerzas leales a Muamar el Gadafi
En su camino hacia Trípoli, el 13 de junio la avanzadilla rebelde ha logrado colocar su bandera en Zliten . Su avance hacia la capital está siendo más lento y sangriento de lo esperado.